# Ихтиманско
 Тази статия е за историко-географската област.  За общината вижте Ихтиман (община).  
Ихтиманско е историко-географска област в Западна България, около град Ихтиман.
Територията ѝ съвпада приблизително с някогашната Ихтиманска околия – днешните общини Ихтиман, Костенец и Долна баня, както и селата Габра и Крушовица в община Елин Пелин. Разположена е в Ихтиманската котловина и Ихтиманска Средна гора. Граничи с Елинпелинско и Пирдопско на север, Панагюрско на изток, Пазарджишко на югоизток и Самоковско на запад.